# Berggoffers
Berggoffers (Thomomys) zijn een geslacht van de goffers dat voorkomt van Zuidwest-Canada tot Mexico. Verschillende soorten vormen een ernstige plaag voor de landbouw en voor irrigatiesystemen.

## Soorten
Er worden 5 soorten in dit geslacht geplaatst:
- Thomomys clusius Coues, 1875
- Thomomys idahoensis C. H. Merriam, 1901
- Thomomys mazama C. H. Merriam, 1897 – Mazamagoffer
- Thomomys monticolus J. A. Allen, 1893 – Sierragoffer
- Thomomys talpoides (J. Richardson, 1828) – Berggoffer